# Pseudomystus carnosus
Pseudomystus carnosus es una especie de peces de la familia Bagridae en el orden de los Siluriformes.

## Morfología
Los machos pueden llegar alcanzar los 8,3 cm de longitud total.

## Distribución geográfica
Se encuentra en Sumatra (Indonesia ).